# حارة جامع عثرب (صنعاء)
حارة جامع عثرب هي إحدى حارات حي الثورة بمديرية الثورة إحد مديريات العاصمة اليمنية صنعاء، بلغ تعداد سكانها 4971 نسمة حسب تعداد اليمن لعام 2004.